# مارك لورانس (كاتب)
مارك لورانس (بالإنجليزية: Mark Lawrence)‏ هو كاتب سيناريو جنوب أفريقي، ولد في 16 يونيو 1965 في ستانديرتون ‏ في جنوب أفريقيا.

## وصلات خارجية
- مارك لورانس عل موقع إسبنسكروم (الإنجليزية)